# FatCat Records
La FatCat Records è un'etichetta discografica indipendente inglese con sede a Brighton. Il suo catalogo spazia in diversi generi musicali ed include prodotti di musica elettronica, post-rock, indie rock, downtempo, musica minimalista, noise music e punk pop.

## Storia
Fondata originariamente come negozio di dischi nel 1989 da Alex Knight e Dave Cawley a Crawley, si è spostata a Londra nel 1990 ed era inizialmente specializzata nel pubblicare i dischi di musica techno e house di artisti della scena di Detroit e Chicago. Nel 1997 il negozio è stato convertito in vera e propria etichetta. Nel 2001 la sede si è spostata a Brighton.

## Gli artisti
Tra gli artisti più importanti che pubblicano o hanno pubblicato per l'etichetta ci sono due gruppi islandesi di livello mondiale come gli Sigur Rós e i múm, altri artisti e gruppi di livello internazionale quali Animal Collective, Frightened Rabbit, The Twilight Sad, Vashti Bunyan e We Were Promised Jetpacks. Fanno o hanno fatto parte dell'etichetta anche Mice Parade, Max Richter, Dustin O'Halloran, Jóhann Jóhannsson, Nina Nastasia, Hauschka, Mazes, To Rococo Rot, Panda Bear, Janek Schaefer, HiM, Black Dice, David Grubbs, Blood on the Wall e Amandine.